# 袖ノ雪
袖ノ雪（そでのゆき）は、鎌倉時代末期（14世紀）に作られたとされる日本刀（太刀）。名称は切れ味の良さに由来する。昭和54年3月2日に日本美術刀剣保存協会が定める重要刀剣に登録された。山形県鶴岡市にある致道博物館が収蔵する。同名の刀が複数存在するが、本項ではこの銘を持つ助次の太刀について述べる。

## 伝来
本作は黒漆鞘に金字で由緒が記されている。それによると1575年（天正3年）に勃発した長篠の戦いにおいて、当時長篠城内部を一望できる位置にあった鳶ノ巣砦を武田方の武田兵庫頭信実（武田信玄の異母弟、河窪信実とも称す）が守護していた。戦が始まる前日の夜に徳川家康の重臣であった酒井忠次が鳶ノ巣砦を夜討ちし、子ノ下刻（午前1時頃）に忠次の家臣である奥平喜八郎信光が信実を討ち、信実の首とともに腰に佩いていた本作を得たことが記されている。
その後の遍歴は不詳ながら、幕末から明治時代にかけては庄内藩中老を務めた菅実秀の所持していたとされる。1895年（明治28年）に行われた酒井忠次三百年祭において、酒井忠次ゆかりの品として実秀から酒井家に献上された。
1985年（昭和60年）5月から7月末まで、致道博物館と佐野美術館と合同で『江戸幕府創設の礎となった徳川四天王展』を開催した際に、特別展の目玉として本作も展示された。その際国宝の真光の太刀、信房の太刀の隣に本作を並べて展示した。開会日の夜午前1時、突如館内の警報機が発報し警察や警備員が出動したが、その日は特に不審な点がなく様子見とされた。しかし、次の日の夜も同じく午前1時に警報が発報したため、不審がった酒井家の関係者が陰陽師に特別展の調査を依頼することになった。その際陰陽師は助次の太刀に強い思いが残っていると述べた。そのため、酒井家では信実の慰霊祭を行い、それ以降は警報機が発報しなくなったと佐野美術館館長の渡辺妙子は説明している。